# Bubble Bobble
Bubble Bobble - це аркадна гра для платформи 1986 року, розроблена і видана компанією Taito. Вона поширювалася в США компанією Romstar, а в Європі - Electrocoin. Гравці керують Бабом і Бобом, двома драконами, які вирушили рятувати своїх подруг зі світу, відомого, як Печера монстрів. У кожному рівні Баб і Боб повинні перемогти всіх присутніх ворогів, заманюючи їх в пастку бульбашок, які при падінні на землю перетворюються на бонусні предмети. Всього в грі 100 рівнів, кожен з яких стає дедалі складнішим.
Bubble Bobble був розроблений Фукіо "MTJ" Міцудзі (Fukio "MTJ" Mitsuji). Коли він приєднався до Taito в 1986 році, він відчув, що продукція Taito була посередньої якості. У відповідь він вирішив створити гру, в яку було б цікаво грати і яка могла б відновити присутність компанії в індустрії. Міцудзі сподівався, що його гра сподобається жінкам, особливо парам, які відвідують ігрові автомати. Тому він вирішив зробити Bubble Bobble здебільшого орієнтованою на кооперативний режим для двох гравців. Він зробив бульбашки основною механікою, оскільки думав, що вони будуть веселим елементом, який сподобається дівчатам.
Bubble Bobble стала одним із найбільших аркадних успіхів Taito, і йому приписують надихання на створення багатьох подібних платформних ігор з чітким екраном. Критики схвалили її за дизайн персонажів, запам’ятовується саундтрек, ігровий процес і багатокористувацьку гру, і часто входять до списку найкращих ігор усіх часів. За Bubble Bobble послідував довгий список продовжень і наступників для багатьох платформ; один із них, Puzzle Bobble, сам по собі став успішним і породив власну лінію продовжень.

## Історія та геймплей

Скріншот аркади

За сюжетом гри, "Барон фон Блабба" викрав подруг братів Баббі та Боббі і перетворив братів на Бульбашкових Драконів, Баба та Боба. Баб і Боб повинні пройти 100 рівнів у печері монстрів, щоб врятувати їх. 
У грі кожен гравець керує одним з двох драконів. Гравці можуть пересуватися по платформах, падати на нижчі, перестрибувати на вищі та долати розриви. Кожен рівень обмежений одним екраном, без прокрутки вліво/вправо; однак, якщо екран має розриви по нижньому краю, гравці можуть провалитися крізь них і знову з'явитися у верхній частині екрану. На кожному рівні є певна кількість ворогів, яких необхідно перемогти, щоб пройти далі. Гравці повинні надувати бульбашки, щоб заманити ворогів у пастку, а потім лопати ці бульбашки, зіткнувшись з ними. Кожен переможений таким чином ворог перетворюється на продукт харчування, який можна підібрати за додаткові очки. За перемогу над кількома ворогами одночасно нараховуються більш високі бали і з'являються більш цінні продукти харчування. Всі бульбашки будуть плавати протягом певного часу, перш ніж лопнути самостійно; гравці можуть стрибати на них і кататися на них у важкодоступні місця. Час від часу з'являються магічні предмети, які надають особливі здібності та переваги, якщо їх підібрати. Іноді з'являються спеціальні бульбашки, які можна лопнути, щоб атакувати ворогів вогнем, водою або блискавкою. Крім того, якщо гравець збирає бульбашки з буквами, щоб скласти слово EXTEND, заробляється бонусне життя, і обидва гравці негайно переходять на наступний рівень.
Гравець втрачає одне життя при дотику до будь-кого з ворогів, або їх снарядів (каміння, вогняні кулі, лазери, пляшки). Вороги стають "злими" - набувають рожевого кольору і рухаються швидше - якщо вони вирвалися з бульбашки після того, як залишилися там занадто довго або гравці провели певну кількість часу на поточному рівні. Вони повертаються до нормального стану, якщо один з гравців втрачає життя. Після закінчення чергового ліміту часу для кожного гравця з'являється додатковий непереможний ворог, який активно переслідує його, використовуючи лише вертикальні та горизонтальні рухи. Вони зникають, як тільки рівень зачищається, або коли гравець втрачає життя. Коли залишається тільки один ворог, він відразу ж стає злим і залишається в такому стані до перемоги.
На 100-му й останньому рівні гравці стикаються з босом .   Це одна з перших ігор, яка має кілька кінцівок. Після проходження 100-го рівня в однокористувацькому режимі з'являється повідомлення про те, що гра ще не закінчилася, і підказка для гравця: "Приходьте сюди з другом". Якщо двоє гравців завершують гру, вони бачать "щасливий кінець", в якому брати перетворюються на своїх людей і возз'єднуються зі своїми подругами. Ця кінцівка також включає в себе код, який при розшифровці дозволяє проходити гру в більш швидкому і складному "супер" режимі. Якщо цей режим проходить двоє гравців, з'являється другий "хеппі-енд", в якому Суперп'яний (переможений бос) виявляється батьками братів під контролем якогось зовнішнього впливу. Брати повертаються до нормального життя і возз'єднуються зі своїми батьками та подругами. 

## Розробка та випуск
Bubble Bobble був розроблений Фукіо Міцудзі, японським дизайнером ігор у Taito. Прихильник аркадних ігор від Namco, зокрема Xevious, Міцудзі вважав, що продуктивність Тайто була тьмяною та низької якості, сподіваючись, що він зможе підштовхнути компанію до виробництва аркад вищої якості.  Його першою грою була чотириекранна гонка Super Dead Heat у 1985 році, за якою того ж року послідувала перестрілка в комету Галлея. Після завершення роботи над цими двома іграми Міцудзі поставив собі за мету зробити своїм наступним проектом платформну гру з милими персонажами та більш комічним, порівняно з його попередніми роботами, сеттингом. 
Міцудзі хотів, щоб гра була захоплюючою і сподобалася жіночій аудиторії. Розмірковуючи над тим, що саме жінки люблять малювати або замальовувати, Міцудзі створив великий список з більш ніж 100 ідей, і після процесу відсіювання вибрав бульбашки в якості основної ігрової механіки. Йому сподобалася ідея заповнення екрану бульбашками, і він подумав, що їх одночасне лопання забезпечить гравцеві захоплююче відчуття.    Його початкова ідея полягала в тому, щоб гравець керував роботом з шипом на голові, який лопав бульбашки - Міцудзі не любив його за те, що він не був "крутим", натомість надавав перевагу динозаврам з хребтами вздовж спини.  Йому подобалося записувати ідеї на папері, щойно вони спадали на думку, часто завалюючи свій офіс стосами паперу, наповненими потенційними ідеями для ігрової механіки. 
Міцудзі постійно намагався придумати нові способи зробити гру кращою, ніж вона була раніше, казав, що втрачав сон, намагаючись придумати, як можна її покращити. Він часто працював у свята та пізно ввечері, щоб придумати нові ідеї для гри та вдосконалити її.  Кілька ворогів були взяті з гри - Chack'n Pop (1983), старішої гри Taito, яку часто вважають попередницею Bubble Bobble .  Міцудзі задумував гру для гри в парі, що призвело до створення декількох фіналів, які відрізняються в залежності від дій гравців. 
Bubble Bobble вперше було опубліковано в Японії 16 червня 1986 року , після чого відбувся широкий випуск у Японії у вересні 1986 року та за кордоном у жовтні 1986 року.   Разом з Arkanoid, Taito ліцензував гру Romstar для розповсюдження в Сполучених Штатах  і Electrocoin Automatics для Європи. 

### Перетворення
Bubble Bobble було перенесено на багато домашніх ігрових консолей і комп’ютерів, включаючи ZX Spectrum, Commodore 64, Apple II, Amiga, Famicom Disk System, Nintendo Entertainment System, MSX2 і Sega Master System — остання з них має двісті рівнів на відміну від них. до 100 рівнів аркадної версії та був випущений у Японії як Final Bubble Bobble .  Версія для Sharp X68000 була розроблена компанією Dempa та випущена в 1994 році, яка включає ігровий режим, що віддає належне пізнішій аркадній грі Syvalion від Міцудзі під назвою Sybubblun . Конверсії для Game Boy і Game Boy Color були випущені відповідно в 1991 і 1996 роках, порт GBC отримав назву Classic Bubble Bobble .  Версія Bubble Bobble також була створена для невипущеної консолі Taito WOWOW.  У 1996 році Taito оголосила, що вихідний код Bubble Bobble був втрачений, що призвело до того, що всі наступні домашні переробки були перероблені з оригінальної аркадної дошки.

## Рецепція
В Японії Game Machine включив Bubble Bobble у свій випуск від 1 листопада 1986 року як другу найуспішнішу настільну аркаду місяця, після Arkanoid від Taito.  Згодом вона стала п’ятою найприбутковішою настільною аркадною грою 1987 року в Японії.  У Великій Британії Bubble Bobble була найкасовішою аркадною грою протягом трьох місяців 1987 року, з квітня по червень.  Домашні переробки також мали успіх у Великій Британії, де гра з'являлася в чартах продажів протягом декількох років. Бюджетне перевидання для ZX Spectrum очолило британські чарти в липні 1991 року.
Аркадна гра отримала позитивні відгуки від Computer and Video Games  і Crash .  Mean Machines оцінили порт гри для Game Boy в 91%, зазначивши, що, незважаючи на деякі зміни, гра ідентична оригінальному аркадному порту і "забезпечує велику залежність і виклик". Чотири рецензенти журналу Electronic Gaming Monthly зазначили, що версія для Game Gear є точною копією оригіналу, яка добре працює на портативних пристроях. Вони особливо відзначили простоту концепції ігрового процесу та графіки, а також можливість підключення двох гравців.
Численні видання віднесли Bubble Bobble до числа найкращих відеоігор усіх часів . Журнал Your Sinclair поставив версію ZX Spectrum на 58 місце у своєму рейтингу «100 найкращих ігор усіх часів» у 1993 році на основі голосування читачів.  У 1996 році GamesMaster поставив гру на 19-те місце в «100 найкращих іграх усіх часів».  Yahoo! поставили її на 71 місце в рейтингу «100 найкращих комп’ютерних ігор усіх часів» у 2005 році за її чарівну основу та милий дизайн персонажів.  Журнал Stuff включив її до списку «100 найкращих ігор» у 2008 році, а журнал GamesTM включив її до «100 найкращих ігор» у 2010 році  . Stuff.tv поставив її на 47 місце у своєму рейтингу 100 найкращих ігор у 2009 році, сказавши, що «сучасні діти можуть сміятися, але це було золото в 1986 році».  GamesRadar+ поставив її на 95 місце у своєму списку «100 найкращих ігор усіх часів» у 2011 році, високо оцінюючи її багатокористувацький режим і секрети.  У 2012 році GamesRadar+ визнала її 24-ю найкращою розважальною системою Nintendo всіх часів за її переваги над іншими іграми цього жанру та використання кількох кінцівок.  IGN назвав її 23-ю найкращою грою NES.  Hardcore Gaming 101 включив його до списку 200 найкращих відеоігор усіх часів у 2015 році.  У 2018 році Game Informer включив її до свого «300 найкращих ігор усіх часів» за її тривалу привабливість і багатокористувацький режим. 

## Спадщина

### Перевидання
Протягом десятиліть у грі було щонайменше 30 офіційних портів для великої кількості комп’ютерів і консолей. 
У жовтні 2005 року була випущена версія для Xbox, PlayStation 2 і Microsoft Windows як частина збірки Taito Legends .
Наприкінці 2006 року був випущений новий порт для мобільних телефонів у Європі та Японії. 
24 грудня 2007 року версія Bubble Bobble для NES була випущена в Північній Америці на службі віртуальної консолі Nintendo для Wii .  Версія Bubble Bobble для дискової системи Famicom також була випущена для Nintendo eShop 16 жовтня 2013 року для Nintendo 3DS і 29 січня 2014 року для Wii U.   
11 листопада 2016 року гра була включена в NES Classic Edition.

### Продовження
- Райдужні острови: історія Bubble Bobble 2 (1987)
- Райдужні острови, додаткова версія (1988)
- Parasol Stars (1991, спочатку випущений для TurboGrafx-16, перероблений для NES (лише для Європи), Amiga, Atari ST і Game Boy (лише для Європи))
- Bubble Bobble Part 2 (1993 Nintendo Entertainment System, Game Boy)
- Bubble Bobble II (у всьому світі) / Bubble Symphony (Європа, Японія, США) (1994 Arcade, Sega Saturn (лише Японія))
- Bubble Memories - The Story of Bubble Bobble III (1995 Arcade)
- Packy's Treasure Slot (1997 Medal Game)
- Bubble'n Roulette (1998 Medal Game)
- Bubblen No KuruKuru Jump! (Медаль 1999)
- Rainbow Islands - Putty's Party (2000 Bandai WonderSwan)
- Bubble Bobble EX (2001 Pachislot)
- Bubble Bobble Old & New * ( ремейк, 2002 Game Boy Advance)
- Bubble Bobble Revolution (2005 Nintendo DS, в Японії називається Bubble Bobble DS )
- Революція Райдужних островів (2005 Nintendo DS )
- Bubble Bobble Evolution (2006 PlayStation Portable )
- Rainbow Islands Evolution (2007 PlayStation Portable )
- Bubble Bobble Plus! (2009, WiiWare на Wii), також відомий як Bubble Bobble Neo! (2009 Xbox Live Arcade на Xbox 360)
- Rainbow Islands: Towering Adventure (2009 WiiWare, Xbox Live Arcade )
- Bubble Bobble Double (2010 iOS)
- Bubble Bobble для Kakao (iOS, Android) – 15 червня 2015 р. [37] (цю гру опубліковано для програми обміну повідомленнями KakaoTalk і повністю ліцензовано Taito)
- Bubble Bobble 4 Friends (2019, Nintendo Switch у Європі; 20 лютого 2020 у Японії; 31 березня 2020 у Північній Америці; 19 листопада 2020 PlayStation 4 у Японії) [38] [39] [40] [41]
- Puzzle Bobble VR (2021 Oculus Quest)
- Багато персонажів і музичні теми Bubble Bobble були використані Taito у відеогрі Puzzle Bobble (також відомій як Bust-a-Move ) та її продовженнях.

## Зовнішні посилання
- Bubble Bobble на сайті «Killer List of Videogames» (англ.)
- Bubble Bobble for the Atari ST at Atari Mania
- Шаблон:WoS game

 Шаблон:Bubble Bobble seriesШаблон:Square Enix franchises